# Han
Gli Han (cinese semplificato: 汉族 o 汉人; cinese tradizionale: 漢族 o 漢人; pinyin: hànzú o hànrén) sono il gruppo etnico maggioritario della Cina – il più grande gruppo etnico del mondo per numero di individui – e costituiscono circa il 92% della popolazione cinese e il 20,52% dell'intera popolazione mondiale.

## Etimologia del termine

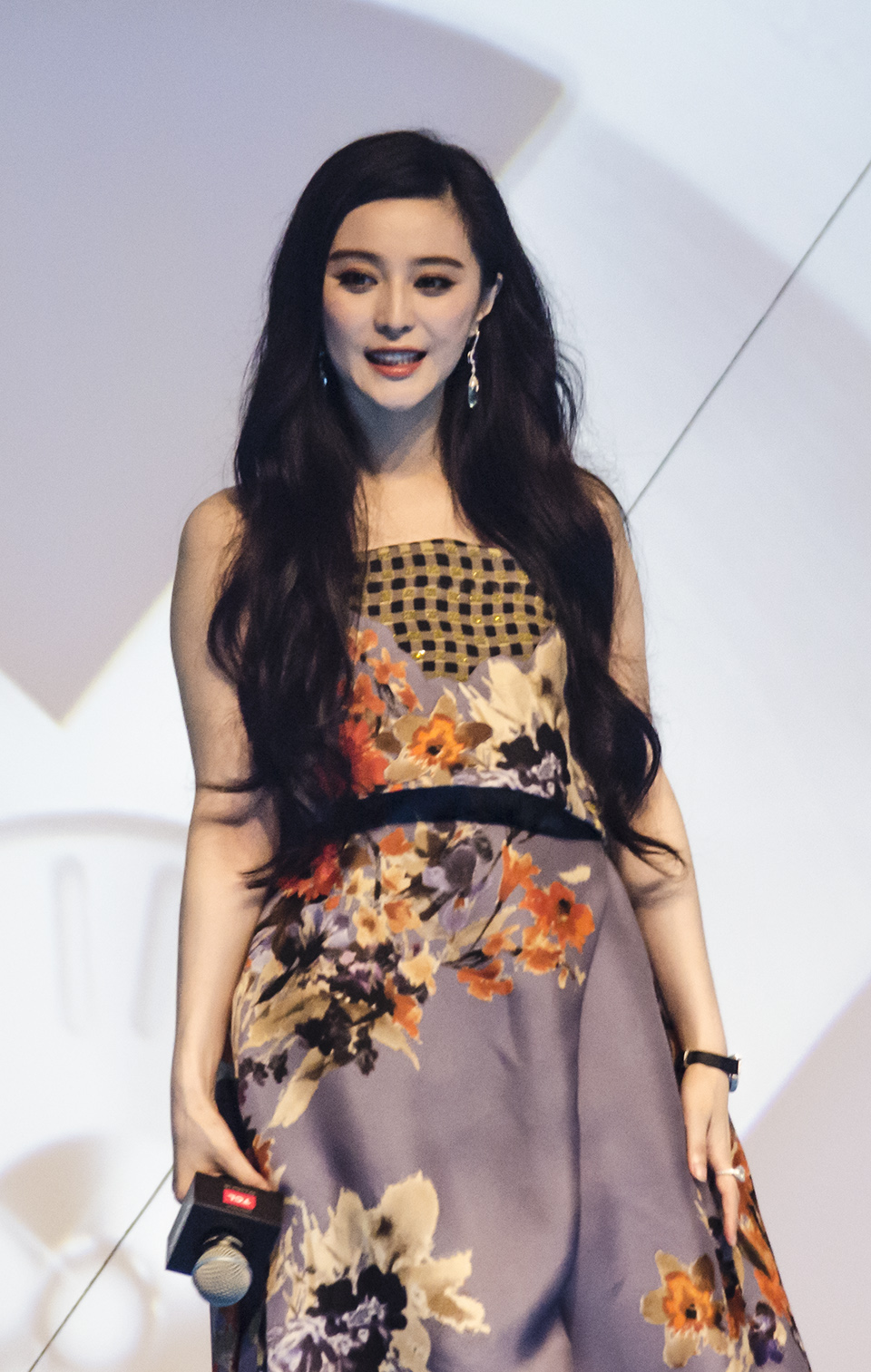
L'attrice Fan Bingbing, di etnia Han

Con il termine "Han" ci si riferisce al gruppo etnico maggioritario della Cina (oltre che alla dinastia che ha regnato in Cina dal 202 a.C. al 220 d.C.), quelli che nelle lingue occidentali sono genericamente identificati come "Cinesi". In contrasto con la convinzione occidentale che gli Han siano un'etnia omogenea, vi sono considerevoli differenze genetiche, linguistiche, culturali e sociali tra i vari sottogruppi dell'etnia han. Originari della grande Pianura della Cina del Nord, gli Han hanno nel corso dei secoli assimilato varie popolazioni non-han che abitavano il resto del territorio che compone la Cina odierna, formando un gruppo etnico di una varietà linguistica e culturale sorprendente.
La locuzione "Cinesi Han" è utilizzata per distinguere il gruppo etnico maggioritario dai gruppi etnici minoritari non-han all'interno della Cina stessa. Il nome "Han" deriva dalla Dinastia Han che succedette alla poco longeva Dinastia Qin, la quale ebbe il merito di unificare il territorio cinese e dalla quale deriva invece il nome "Cina". Il periodo della Dinastia Zhou, che precedette la Dinastia Qin, fu un periodo di turbolenze, in cui le rivalità tra le varie tribù diedero luogo al cosiddetto "Periodo degli Stati Combattenti", che successivamente furono tutti assorbiti dal regno Qin. Fu proprio durante il regno della Dinastia Qin e della successiva Dinastia Han che le varie tribù cinesi iniziarono ad avvertire un sentimento che le accomunava, in quanto discendenti di un unico gruppo etnico, e che le distingueva dai "barbari" che le circondavano. La Dinastia Han rappresenta, infatti, una delle vette nella civiltà cinese, capace di imporre il suo potere fino all'Asia centrale e al nord-est dell'Asia.
Molti cinesi usano l'espressione "gente Han" (Hànrén) per indicare sé stessi. In Occidente la locuzione "Cinesi Han" è spesso impropriamente utilizzata come un sinonimo di "cinese" o "nazionalità cinese", senza alcun riguardo per gli altri 55 gruppi di minoranze etniche presenti sul territorio e riconosciuti come cittadini dallo Stato. In lingua cinese invece non esiste questa confusione, poiché il termine "cinese" nel senso politico (di cittadinanza) è reso dalla locuzione Zhongguó rén (中國人, letteralmente "gente del regno di mezzo", vale a dire "cittadini della Cina") e il termine "cinese" nel senso di appartenenza alla civiltà, storia e cultura cinese è reso dalla locuzione Zhonghua minzu (中華民族, "etnia del regno di mezzo"). Altre locuzioni che i cinesi usano per riferirsi a loro stessi come civiltà, quale segno della loro identità etnica, sono "Discendenti del Dragone" e "Discendenti di Huangdi e Yandi" (i due antenati divini degli Han).
Tra i cinesi del sud è in uso un altro termine, che varia a seconda delle diverse lingue parlate in quelle province, come il cantonese, l'hakka e il minnan, ma che sostanzialmente significa la stessa cosa. Il termine è Tángrén (唐人, letteralmente "gente Tang") e deriva da un'altra dinastia cinese, la Dinastia Tang, che rappresenta un altro zenit nella civiltà della Cina, tanto è vero che l'espressione sopravvive in molte indicazioni cinesi delle Chinatown occidentali, conosciute spesso come 唐人街 Tángrén Jiē ("strada della gente Tang"), per via del fatto che la maggioranza degli immigrati cinesi in Occidente proviene dalla Cina meridionale.

## Storia

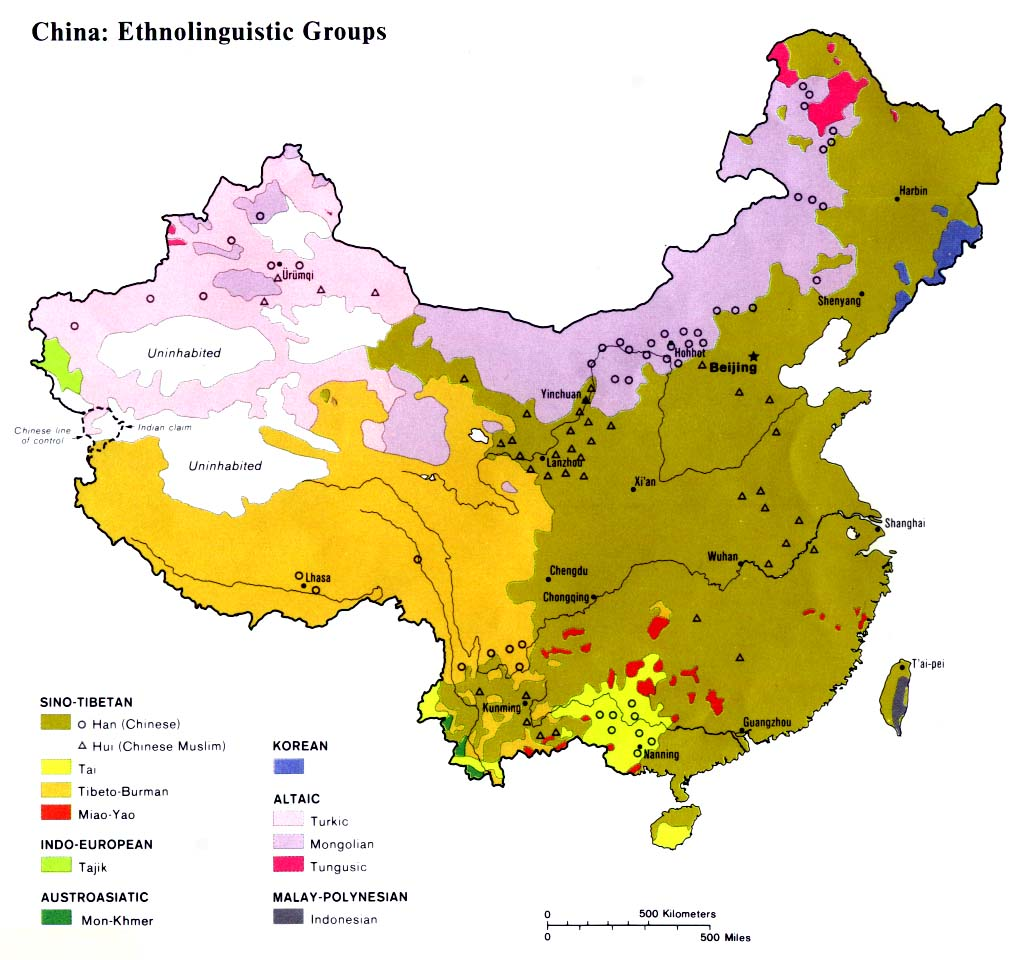
Mappa dei gruppi etnolinguistici Cinesi (Il gruppo han è quello verde palude)

La storia del gruppo etnico cinese han è indissolubilmente legata con quella della Cina. I cinesi han affondano le loro radici ai tempi della civiltà Huaxia, che visse lungo il Fiume Giallo, nel nord della Cina stessa. Il famoso storico cinese Sima Qian, nella sua monumentale opera storica Shiji, fa risalire il regno dell'imperatore giallo, il leggendario antenato dei cinesi han, al periodo fra il 2698 e il 2599 a.C. Nonostante lo studio di questo periodo sia complicato dalla mancanza di testimonianze scritte, la scoperta di diversi siti archeologici ha permesso di identificare una successione delle culture neolitiche lungo il Fiume Giallo. Lungo il corso centrale del fiume si svilupparono la civiltà Yangshao (dal 5000 a.C. al 3000 a.C.) e la civiltà Longshan (dal 3000 a.C. al 2000 a.C.), mentre lungo la parte bassa del fiume c'erano la civiltà Qingliangang (dal 5400 a.C. al 4000 a.C.), quella Dawenkou (dal 4300 a.C. al 2500 a.C.), la Longshan (dal 2500 a.C. al 2000 a.C.), e la civiltà Yueshi.

### I primordi
La prima dinastia ad essere descritta negli annali cinesi è la Dinastia Xia, durante un periodo leggendario per il quale esistono davvero scarse testimonianze archeologiche. Essi vennero sopraffatti da popolazioni provenienti da occidente, che diedero vita alla Dinastia Shang (1600 a.C. - 1046 a.C.). Alcuni fra i primi esempi della scrittura cinese risalgono a questo periodo; si tratta di caratteri incisi sugli ossi oracolari utilizzati dagli oracoli per la divinazione. Poiché questi caratteri sono già molto ben delineati, questo significa che la scrittura cinese si era già sviluppata in epoche precedenti.
Gli Shang vennero successivamente conquistati dalla popolazione Zhou, che aveva già formato una nazione lungo il Fiume Giallo intorno al II millennio a.C. La Dinastia Zhou prese l'eredità della dinastia Shang. Condividendone lingua e cultura, essi estesero i propri domini al nord molto al di là del fiume Yangtze. Tramite conquiste e colonizzazione, gran parte di quest'area venne sottoposta al processo di sinizzazione e la cultura proto-han si estese verso sud. Successivamente l'impero Zhou cominciò a frammentarsi dando luogo a una serie di stati indipendenti.
Questo periodo è tradizionalmente suddiviso in due parti, il Periodo delle primavere e degli autunni e il Periodo dei regni combattenti. Fu un'epoca di importanti sviluppi culturali e filosofici nota come le Cento scuole di pensiero, di cui rimangono gli insegnamenti del Confucianesimo e del Taoismo.

## Cultura
Con alle spalle millenni di storia, la cultura cinese è parte di una delle civiltà più antiche e complesse del mondo. Gli han si ritengono discendenti di antenati comuni, identificati nelle figure mitiche dell'Imperatore Giallo e dell'Imperatore Yan, probabilmente vissuti migliaia di anni fa. Da qui l'usanza di riferirsi a sé stessi come ai "Discendenti dell'Imperatore Yan e dell'Imperatore Giallo" (cinese tradizionale: 炎黃子孫; cinese semplificato: 炎黄子孙), locuzione non priva di significati particolari, soprattutto in un clima politicamente teso, quale è quello esistente tra la Cina e Taiwan.
Notevole è stata l'influenza del Confucianesimo sulla cultura cinese. Oltre ad averne modellato in gran parte il pensiero, il confucianesimo è stato la filosofia ufficiale dell'impero. La padronanza dei testi confuciani inoltre era il principale criterio di selezione adottato per l'ingresso nella burocrazia imperiale.

### Lingua
Tutti i cinesi han parlano una delle varie forme di lingua cinese. Uno dei nomi con cui la lingua cinese è conosciuta è infatti hanyu, letteralmente "lingua han". Analogamente, i caratteri cinesi sono detti hanzi o "caratteri han".
Nonostante esistano molti dialetti, l'identità etnica han si ritrova nella lingua scritta, che utilizza sempre gli stessi caratteri di base, indipendentemente dalle variazioni locali. Questa struttura è fatta risalire alla dinastia Qin che unificò le varie forme di scrittura esistenti all'epoca. Per millenni come lingua scritta standard fu utilizzato il cinese letterario classico, che utilizzava un vocabolario e una grammatica sostanzialmente differenti da quelle delle varie forme di cinese parlato.
Dall'inizio del XX secolo è stata adottata una pronuncia standard per la lingua cinese scritta. Questa pronuncia standard è basata sulla pronuncia del cinese mandarino, una famiglia di dialetti parlati dalla maggior parte della popolazione cinese. Ciò consente ad abitanti di regioni diverse, che spesso non sono in grado di comprendere i rispettivi linguaggi parlati, di utilizzare una parlata comune, oltre a un linguaggio scritto comune.

### Nomi
I nomi cinesi in genere sono costituiti da due o tre sillabe, con il cognome che precede il nome. I cognomi sono di solito composti da un solo carattere, benché esistano anche cognomi - non molto comuni - costituiti da due o più sillabe. È questo ad esempio il caso dei cognomi Zhuge (诸葛), Sima (司马), Ouyang (欧阳). I nomi sono composti da una o da due sillabe.
In Cina esistono tra i 4.000 e i 6.000 cognomi, ma circa 1.000 sono i più usati. Secondo uno studio dello storico cinese Li Dongming (李栋明), pubblicato con il titolo di "Cognomi" sulla rivista Oriente in Dongfang Magazine (东方杂志) nel 1977, i cognomi più diffusi sono:
- Zhang (張/张), Wang (王), Li (李), Zhao (趙/赵), Chen (陳/陈), Yang (楊/杨), Wu (吳/吴), Liu (劉/刘), Huang (黃/黄), Zhou (周).

Questi sono i dieci cognomi più diffusi, che identificano circa il 40% dei Cinesi nel mondo.
Altri cognomi sono:
- Xu (徐), Zhu (朱), Lin (林), Sun (孫/孙), Ma (馬/马), Gao (高), Hu (胡), Zheng (鄭/郑), Guo (郭), Xiao (蕭/萧),

che identificano oltre il 10% dei cinesi.
I seguenti cognomi sono presenti in percentuale intorno al 10%:
- Xie (謝/谢), He (何), Xu (許/许), Song (宋), Shen (沈), Luo (羅/罗), Han (韓/韩), Deng (鄧/邓), Liang (梁), Ye (葉/叶).

Meno diffusi sono:
- Fang (方), Cui (崔), Cheng (程), Pan (潘), Cao (曹), Feng (馮/冯), Wang (汪), Cai (蔡), Yuan (袁), Lu (盧/卢), Tang (唐), Qian (錢/钱), Du (杜), Peng (彭), Lu (陸/陆).

### Abbigliamento
Gli han hanno da tempo abbandonato l'uso degli abiti tradizionali, ed indossano abiti di foggia occidentale. L'uso degli abiti tradizionali ha luogo solo negli eventi religiosi e cerimoniali. Ad esempio, i sacerdoti taoisti indossano abiti propri degli studiosi della Dinastia Han.
L'abito tradizionale femminile, ancora oggi indossato dalle donne cinesi durante occasioni importanti quali i banchetti ed il capodanno cinese è il qipao, noto in occidente come "china dress". Ironicamente, il qipao non è un abito tradizionale han. Esso nasce da una modifica al costume tradizionale mancese, introdotto durante la Dinastia Qing. La Dinastia Qing, che governò la Cina dal 1644 al 1912, era infatti una dinastia non han, ma di etnia manciù.

### Contributi all'umanità
I cinesi han hanno giocato un ruolo di primo piano nello sviluppo delle arti, delle scienze, della filosofia e della matematica. Nell'antichità le innovazioni tecnologiche cinesi sono consistite nella costruzione di sismografi, fiammiferi, nell'invenzione della carta, del calibro a nonio, del bacino di carenaggio, del pistone, della ghisa, dell'aratro in ferro, della seminatrice, della carriola, dei ponti a sospensione, del paracadute, nell'uso del gas naturale come combustibile, nell'invenzione della bussola magnetica, delle Carte geografiche, dell'elica, della stampa, della polvere da sparo, della balestra. Inoltre, gli astronomi cinesi furono tra i primi a compiere le osservazioni di una supernova.
La stampa, la carta, la bussola e la polvere da sparo sono considerate dalla cultura cinese le Quattro grandi invenzioni dell'antica Cina.
L'arte, la filosofia, la letteratura cinese hanno alle spalle millenni di storia. Svariati siti, quali la Grande muraglia cinese e l'Esercito di terracotta sono tra i Patrimoni dell'umanità. A partire dall'avvio del programma nel 2001, l'UNESCO ha incluso molti aspetti della cultura cinese tra i Patrimoni orali e immateriali dell'umanità.
Lungo la storia successivi stati cinesi hanno esercitato una profonda influenza sull'arte, la musica, la religione degli stati confinanti, oltre che sulle loro usanze alimentari, di abbigliamento, sulla loro filosofia e lingua, sulle forme di governo e sulla cultura in generale.
I cinesi han costituiscono il gruppo etnico maggioritario in Cina, mentre decine di milioni di appartenenti alla diaspora cinese si sono diffusi in vari stati, recandovi il loro contributo.

## Unità etnica o divisione?
Uno dei principali fattori che favorisce l'unità degli han, nonostante l'enorme varietà dialettale della Cina, è la lingua scritta. La standardizzazione dei caratteri cinesi si deve a Qin Shi Huangdi, il fondatore della Dinastia Qin, il quale unificò tutte le varie forme di scrittura esistenti all'epoca. Per migliaia di anni, il cinese classico è stato usato per la lingua scritta. Il suo vocabolario e la struttura grammaticale variavano notevolmente da quelli della lingua parlata. A partire dal XX secolo, lo standard usato per la lingua scritta si è basato sul cinese vernacolare, basato a sua volta sul dialetto di Pechino, piuttosto che su altri dialetti. Fa eccezione però la pratica, informale, dell'uso del cantonese scritto.
Malgrado i residenti di province diverse non sempre siano in grado di comprendere i rispettivi dialetti, la comunicazione è facilitata dall'uso di una forma di scrittura comune. Ciò ha rallentato notevolmente lo sviluppo della letteratura dialettale, nelle poche zone in cui questa è presente.
Uno dei pochi dialetti che è riuscito a differire dalla scrittura comune è il cantonese scritto, particolarmente la variante parlata ad Hong Kong. Data la prevalenza della letteratura e della scrittura han, le lingue locali non sono diventate - con l'unica eccezione della provincia del Xinjiang - né un veicolo per il localismo, né un mezzo per manifestare il sentimento di appartenenza alla propria provincia.
Secondo la variante della teoria nazionalista cinese abbracciata dalla Repubblica Popolare Cinese, la Cina è composta da molteplici gruppi etnici, e tutti gli appartenenti alle varie etnie e sotto-etnie appartengono ad un'unica nazionalità detta Zhonghua minzu (中华民族). Alcune interpretazioni non ufficiali adottano un punto di vista diametralmente opposto, identificando i veri cinesi nei soli han, e quindi stabilendo un'equivalenza tra nazionalismo cinese e nazionalismo han.

## Diversificazione interna
Tra gli han esistono differenze sia culturali che linguistiche. Le differenze tra i sottogruppi linguistici e regionali dei cinesi han sono grandi quanto quelle esistenti tra i vari popoli dell'Europa. Esistono molte varianti del cinese parlato, che generalmente sono considerate altrettanti dialetti del cinese, anche se in realtà le differenze esistenti tra di esse sono pari alle differenze che esistono tra le lingue dell'Europa. Altrettanto grandi sono le differenze culturali (cucina, usi e costumi). La storia moderna fornisce molti esempi di conflitti - alcuni dei quali sfociati in piccole guerre regionali - tra gruppi linguistici e regionali. Pertanto è difficile parlare di omogeneità tra gli han.
L'esistenza di queste differenze non ha prodotto identità etniche esclusive, e le differenze di religione o affiliazione politica non hanno rinforzato le differenze regionali. Piuttosto è esistita la tendenza, sia nel pensiero cinese che nella prassi, a sminuire le differenze tra gli han, e a considerarle fattori minori e superficiali.
La definizione dell'identità han è cambiata attraverso la storia. Prima del XX secolo alcuni gruppi etnici di lingua cinese, come gli Hakka e i Tanka, non erano considerati cinesi han, mentre alcune etnie di lingua non cinese, quali i Zhuang erano considerati han. Oggi gli hui sono considerati appartenenti ad una diversa etnia, anche se nulla li distingue dagli han, fatta eccezione per la loro fede nell'Islam. Le differenze di lingua, usi e costumi e cultura tra due han residenti in province diverse possono essere molto maggiori delle differenze tra uno han ed uno hui che vivono nella stessa provincia.
Durante la Dinastia Qing, i cinesi han che diventarono membri del sistema militare delle Otto Bandiere erano considerati manciù, mentre i nazionalisti che tentavano di rovesciare la monarchia Qing enfatizzavano la propria identità han in contrasto con quella dei governatori manciù.
Dopo la sua fondazione, la Repubblica di Cina riconobbe cinque gruppi etnici principali, gli han, gli hui, i mongoli, i manciù e i tibetani. Attualmente la Repubblica Popolare Cinese riconosce l'esistenza di cinquantasei gruppi etnici.

### Evidenze genetiche della diversità tra gli han
I cinesi han meridionali residenti a sud del Chang Jiang (Hubei e Shanghai) sono più simili ai residenti delle province settentrionali che ai cinesi residenti nelle zone dell'estremo sud della Cina. Esistono forti differenze nel DNA mitocondriale - ovvero la parte del DNA ereditato dal lato materno - tra i cinesi han del nord e del sud della Cina. Tali differenze si fanno maggiori quanto più a sud e sud-est si trovano i campioni di popolazione esaminati.
Questa diversificazione rende lo studio dell'etnia han di grande interesse per i ricercatori di varie discipline, particolarmente l'antropologia e la biologia umana. Recenti studi genetici hanno mostrato l'esistenza di differenze genetiche particolarmente forti tra i cinesi han delle aree costiere del sud della Cina e delle aree interne (Guangdong, Guangxi, Fujian, Guizhou, Yunnan, Hainan, Hong Kong, Macao, Taiwan) e gli han del resto della Cina. La linea di distinzione si trova molto più a sud rispetto al Fiume Huai o al Chang Jiang, che sono usati convenzionalmente come confini regionali.
Secondo una recente ricerca scientifica condotta sia in Cina che tra la diaspora, i cinesi han settentrionali sono geneticamente differenti dagli abitanti del sud della Cina, compreso il Guangdong, il Guangxi, il Guizhou, lo Yunnan, il Fujian, Taiwan, Hong Kong, Macao e lo Hainan. In realtà è stato detto che i cinesi han del sud sono più simili geneticamente a gruppi quali i vietnamiti, mentre i cinesi han del nord sono più vicini ai mongoli che ai cinesi del sud. Ciò perché il sud della Cina è prevalentemente montuoso, e quindi storicamente la migrazione da queste aree è stata difficile, e molto inferiore alla migrazione avvenuta da altre zone della Cina. Vi sono inoltre delle differenze tra i dialetti e gli usi di questi gruppi, anche se essi sono culturalmente affini.

### Diversità han e storia della Cina
Fonti storiche indicano che gli han sarebbero stati discendenti dell'antica tribù Huaxia, originaria del nord della Cina. Nel corso di due millenni la cultura han (la lingua e la cultura ad essa associata) si diffuse nel sud della Cina, regione originariamente popolata da popolazioni autoctone che comprendevano gruppi di lingua dai, di lingue austroasiatiche e di lingue hmong-mien.
Nel corso della sua espansione nel bacino del Fiume Giallo, la cultura huaxia assorbì diversi gruppi etnici, che in seguito furono identificati come cinesi a causa della loro adozione della lingua han (e di sue varianti) e dei costumi han. Ad esempio, durante la Dinastia Shang, le popolazioni dell'area di Wu, lungo il delta del Chang Jiang erano considerate tribù "barbare". Parlavano una lingua quasi certamente non cinese, ed erano descritte come abbigliate in modo discinto e tatuate. Durante la Dinastia Tang quest'area era parte del nucleo della civiltà han, ed oggi è una delle zone più densamente popolate e dallo sviluppo economico più dinamico - oltre che il territorio dell'attuale Shanghai, una tra le più grandi città della Cina.
I residenti nella zona di Wu parlano dialetti wu, che sono parte della famiglia linguistica del cinese. Benché i parlanti Wu non siano compresi dai parlanti di altri dialetti cinesi, non si considerano come un gruppo etnico separato. L'area di Wu è solo un esempio dei processi di assorbimento culturale che hanno contribuito all'arricchimento della cultura e della lingua del gruppo etnico degli han. Molti cinesi han del sud, quali quelli provenienti dall'area di Wu, serbano la loro identità ed ascendenza han nei cognomi. Sono perciò certi di discendere dalle tribù Huaxia, come risultato delle migrazioni che avvennero dopo la caduta della Dinastia Song. Si dice però che il numero di nativi yue non sia inferiore - e forse sia addirittura superiore - a quello degli han che emigrarono oltre il Chang Jiang.